# EUR (azienda)
EUR S.p.A. è un'azienda pubblica italiana attiva nella gestione e valorizzazione immobiliare oltre che nell'organizzazione di eventi e nello sviluppo, gestione ed installazione di sistemi elettronici, informatici, telematici e di telecomunicazioni. È controllata dal Ministero dell'economia e delle finanze, che detiene il 90% del capitale sociale, e da Roma Capitale, che ne detiene il rimanente 10%.
Nacque inizialmente come ente autonomo nel 1936 per l'organizzazione dell'Esposizione universale del 1942 nel costruendo quartiere Europa, per poi essere commissariato nel 1944 e trasformato in società per azioni nel 2000.

## Storia
In vista dell'Esposizione universale di Roma del 1942 fu istituito attraverso la legge n° 2174 del 26 dicembre 1936 l'ente autonomo Esposizione Universale di Roma, alle dirette dipendenze del Capo del Governo. L'Esposizione fu differita con lo scoppio della seconda guerra mondiale ma l'ente continuò a perseguire i suoi obiettivi nell'espansione della città verso il mare.
Il 26 novembre 1944 fu posto in amministrazione straordinaria sotto l'egida di un commissario e seguirono negli anni successivi diverse proposte di riforma. Data la complessità dell'iter legislativo il governo emanò nel 1978 un decreto per procedere alla liquidazione dell'ente e alla costituzione di un'apposita commissione per valutare l'attribuzione dei beni patrimoniali al Comune o allo Stato. Il provvedimento fu tuttavia ricusato dalla Corte dei conti per eccesso di delega. Il Ministero del tesoro non ritenne di dover dare corso alla liquidazione dell'ente ma nell'aprile 1979 la Presidenza del Consiglio, l'ente e i sindacati firmarono un protocollo d'intesa per poter procedere alla dismissione dell'ente stesso e alla conseguente riassegnazione del personale. Il disegno di legge fu presentato al Senato della Repubblica il 4 dicembre 1979 ma all'inizio del 1980 furono scelti tre giuristi, ossia Salvatore Scoca, Guido Cervati ed Eugenio Picozza, per approfondire la natura giuridica dell'ente. Sulla base della tesi elaborata da Scoca, Cervati e Picozza il Consiglio di Stato decretò che si trattava di un ente pubblico locale e non di un ente nazionale.
Negli anni successivi l'ente continuò le sue attività ma sia il comune che lo Stato si posero il problema di modificarne l'assetto normativo. Con il decreto legislativo n° 304 del 17 agosto 1999 fu disposta la trasformazione dell'ente in società per azioni e il capitale sociale fu ripartito tra il Ministero del tesoro, del bilancio e della programmazione economica per il 90% e il comune di Roma per il rimanente 10%.
In seguito alla forte crisi finanziaria che ha investito la società quest'ultima ha presentato il 12 dicembre 2014 presso la sezione fallimentare del Tribunale ordinario di Roma domanda di ammissione alla procedura di concordato preventivo. L'omologazione è avvenuta il 1º ottobre 2015. Nel 2017 l'azienda ha iniziato l'iter per una razionalizzazione delle proprie partecipazioni presentando nello stesso anno una proposta per procedere alla fusione per incorporazione della controllata Aquadrome S.r.l. e nel 2021 un'ulteriore proposta per procedere all'incorporazione della controllata Roma Convention Group S.p.A., prevedendo di portare a compimento le procedure entro la fine dell'esercizio 2021.

## Dati societari
EUR è una società per azioni controllata dal Ministero dell'economia e delle finanze al 90% mentre il rimanente 10% è detenuto dall'ente Roma Capitale. La società è posta a capo di un gruppo denominato Gruppo EUR composto dalle aziende partecipate:
- Aquadrome S.r.l. (100%)
- EUR TEL S.r.l. (65,63%)
- Marco Polo S.r.l. in liquidazione (33%)
- Roma Convention Group S.p.A. (100%)

Il modello di governo d'impresa prevede un consiglio di amministrazione composto da tre o cinque membri o di un amministratore unico, a cui è affidata la gestione dell'impresa, e un collegio sindacale composto da tre sindaci. Dall'11 gennaio 2022 il consiglio di amministrazione è composto da: Marco Simoni (presidente), Paola Ciannavei, Alberto Mattiacci, Francesco Vaccaro e Angela Maria Cossellu (amministratore delegato).

## Controversie
L'11 luglio 2014 la società Condotte d'Acqua ha citato presso il Tribunale civile di Roma EUR S.p.A. sostenendo che l'esecuzione dei lavori per la realizzazione del Nuovo Centro Congressi La Nuvola sia stata turbata da: profonde modifiche alla configurazione dell'opera, gravi carenze del progetto esecutivo, sospensioni dei lavori, operato della direzione dei lavori, inteterminatezza della data di ultimazione dei lavori e ritardi nei pagamenti che hanno comportato un andamento anomalo dell'appalto e conseguenti costi aggiuntivi. La richiesta di risarcimento fu fissata inizialmente a 202,8 milioni di euro, poi aumentato dal giudice a 210,396 milioni. Successivamente il 30 gennaio 2018 Condotte ha citato nuovamente in giudizio la società per la "traslazione" dell'opera in viale Europa richiedendo un risarcimento ulteriore di 58.715.590 euro.
Nell'ottobre 2020 le due parti hanno raggiunto una risoluzione bonaria che, previa rinuncia ai contenziosi in essere, ha previsto il versamento di 27 milioni di euro da parte di EUR verso Condotte d'Acqua da corrispondere in tre tranche tra il 2020 e il 2022.